# Такарада Саорі
Такарада Саорі (яп. 宝田 沙織; нар. 27 грудня 1999) — японська футболістка. Вона грала за збірну Японії.

## Клубна кар'єра
У 2013 році дебютувала в «Сересо Осака Сакай».

## Кар'єра в збірній
У червні 2019 року, її викликали до національної збірної Японії на жіночого чемпіонату світу 2019 року. На цьому турнірі, 10 червня, вона дебютувала в збірній у поєдинку проти Аргентини. З 2019 рік зіграла 3 матчі в національній збірній.

## Статистика виступів
| Збірна Японії | Збірна Японії | Збірна Японії |
| Рік           | Матчі         | Голи          |
| ------------- | ------------- | ------------- |
| 2019          | 3             | 0             |
| Загалом       | 3             | 0             |